# 甘子玉
甘子玉（1929年10月—2018年6月1日），广东信宜人。中华人民共和国政治人物。

## 生平
1949年，毕业于中山大学电机工程系。1953年加入中国共产党。1958年至1967年，曾任第一机械工业部工程师、国家科学技术委员会主任聂荣臻办公室秘书。1975年至1978年任国家计委计划组副组长。国务院进出口领导小组办公室副主任。1978年任国家计委副主任，兼任国家进出口管理委员会、外国投资管理委员会副主任。1983年至1997年，任国家计委常务副主任。1990年7月，担任国家计委副主任。1992年10月在中共第十四全国代表大会上当选为中央纪律检查委员会委员。1998年3月，第九届全国人大第一次会议上，他当选全国人民代表大会常务委员会委员、全国人大华侨委员会主任委员。著有《工厂的计划工作》、《宇理图——从基本粒子到总星系的宇宙图景》。
2018年6月1日在北京病逝，享年88歲。